# Barbra Fontana
Barbra Fontana Harris (* 8. September 1965 in Manhattan Beach) ist eine ehemalige US-amerikanische Beachvolleyballspielerin.

## Karriere
Fontana studierte an der Stanford University und spielte ihre ersten Beachvolleyball-Turniere bereits 1984 während ihrer Zeit als Studentin. 1993 bildete sie ein Duo mit Lori Forsythe und im folgenden Jahr hatte sie ihre ersten Auftritte bei FIVB-Turnieren, wobei sie Dritte der Goodwill Games in Sankt Petersburg wurde und das Open-Turnier in Osaka gewann. Ab 1996 spielte sie mit Linda Hanley und erreichte mehrere vierte Plätze. Beim olympischen Turnier in Atlanta unterlagen Fontana/Hanley im Duell um Bronze den Australierinnen Natalie Cook und Kerri Pottharst. Auch 1997 blieben sie in den Top Ten der internationalen Turniere und kamen bei der nationalen Tour viermal ins Finale. Sie scheiterten allerdings bei der Weltmeisterschaft in Los Angeles vor eigenem Publikum im Viertelfinale an den Brasilianerinnen Adriana Behar und Shelda Bede. 1998 gab es in der Open-Serie drei vierte Plätze und einen Turniersieg in Espinho.
Mit ihrer neuen Partnerin Lisa Arce kam Fontana bei der WM 1999 in Marseille nur auf den 17. Rang, obwohl die beiden US-Amerikanerinnen bei anderen Turnieren bis 2000 weiterhin vordere Plätze erreichten. 2001 trat Fontana mit Elaine Youngs an und gewann das Open-Turnier in Cagliari sowie den Grand Slam in Marseille. Bei der WM in Klagenfurt verpasste sie durch die Niederlage gegen die Tschechinnen Celbová/Nováková als Vierte wieder knapp eine Medaille. Außerdem schloss sie die AVP-Tour als bestplatzierte Spielerin ab. 2002 spielte sie mit Dianne DeNecochea und kam gleich dreimal in die Endspiele von AVP-Turnieren, während sie bei FIVB-Turnieren zweimal Fünfte wurde. Anschließend legte sie wegen ihrer Schwangerschaft eine Pause ein.
2003 kehrte sie an der Seite von Jennifer Kessy zurück, mit der sie im folgenden Jahr vier AVP-Halbfinals spielte. 2005 pausierte sie wegen der Geburt ihres zweiten Sohnes wieder. Nachdem sie 2006 mit diversen Partnerinnen gespielt hatte, bildete sie 2007 wieder ein Duo mit ihrer ehemaligen Mitspielerin DeNecochea, das noch bis 2008 auf der AVP-Tour aktiv war.